# Illinois (teritoriu SUA)

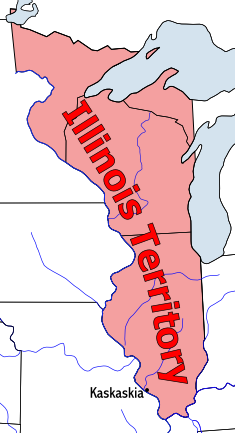
Harta Illinois Territory între anii 1809 și 1818.

Teritoriul Illinois, conform originalului, [The] Illinois Territory, a fost un teritoriu istoric organizat al Statelor Unite ale Americii, fondat la 1 martie 1809.  Ulterior, după acceptarea în Uniune ca stat, sub numele omonim de [The] State of Illinois, a unei porțiuni a acestuia, la 3 decembrie 1818, Teritoriul a fost dezmembrat și a încetat să existe ca entitate juridică și administrativă.
Zona care a devenit teritoriul statului Illinois fusese anterior cunoscută sub numele de Illinois Country, fiind sub control francez, inițial ca parte a ceea ce fusese cunoscut sub numele de Canada franceză, respectiv ulterior ca parte a Louisianei din Noua Franță, anterioară vinderii acesteia Statelor Unite prin tratatul Louisiana Purchase.  Britanicii au obținut controlul asupra regiunii în 1763 după Tratatul de la Paris din acel an, care a pus capăt războiului franco-indian.
În timpul Războiul de Independență al Statelor Unite ale Americii, generalul George Rogers Clark a intrat în posesiunea întregului Illinois Country pentru statul de atunci Virginia, care a format imediat  Comitatul Illinois (în original, "County of Illinois") pentru a putea exercita puterea efectiv în acea zonă.  Ulterior, [The] Commenwealth of Virginia a renunțat în întregime la toate pretențiile sale teritoriale, care erau situate la nord de Ohio River, pentru a putea satisface nevoile de teren ale statelor care au început să apară după Războiul de Independență al Statelor Unite ale Americii.
Porțiunea care urma să devină Illinois Territory era o parte a mult mai extinsului Teritoriu de Nord-Vest (în original, Northwest Territory), care s-a aflat la maxima sa extindere între 13 iulie 1787 și 4 iulie 1800, când Indiana Territory a fost format, iar Ohio se pregătea să fie admis în Uniune ca stat.  În ziua de 3 februarie 1809, cel de-al Zecelea Congress al Statelor Unite a votat legislația privind formarea Teritoriului Illinois, pentru a corespunde unor cereri reale ale locuitorilor zonelor extrem vestice ale teritoriului cărora le era aproape imposibil să participe la problemele teritoriale datorită distanțelor enorme de străbătut.
Teritoriul Illinois includea la început zone extinse din ceea ce urmau să devină statele Uniunii Illinois, Wisconsin, porțiunea estică a statului Minnesota și porțiunea vestică a așa numitei Upper Peninsula a statului Michigan.  În perioada premergătoare aderării Illinois-ului la Uniune, partea rămasă a teritoriului a fost atașată Teritoriului Michigan (în original, Michigan Territory) și, ca atare, a încetat să mai existe sub numele de Illinois Territory.
Limitele originale ale Illinois Territory au fost definite astfel:
| “ | " ... all that part of the Indiana Territory which lies west of the Wabash river, and a direct line drawn from the said Wabash river and Post Vincennes, due north to the territorial line between the United States and Canada ... " | ” |

Capitala teritorială a fost orașul Kaskaskia, care se găsește astăzi în statul Illinois.